# ۶۸۶ (پیش از میلاد)
۶۸۶ (پیش از میلاد) ۶۸۶مین سال قبل از تقویم میلادی است.